# 乌德穆尔特文学
乌德穆尔特人是俄罗斯一个操乌拉尔语系语言的民族，长期以来只有口传的文学。他们传统上信仰多神教，后来皈依了东正教。
乌德穆尔特人的作家文学可追溯至18世纪，其起源是首批民间文学集锦的出版以及对俄罗斯作家作品的翻译。第一批乌德穆尔特作家包括格里戈里·韦列夏金、伊万·瓦西里耶夫、伊万·米赫耶夫、伊万·雅科夫列夫、克德拉·米特雷、库泽巴伊·格尔德，他们用俄语创作。乌德穆尔特民族文学最早发表的作品是格里戈里·韦列夏金的诗歌《灰鸽，灰鸽……》和米哈伊尔·莫日金的叙事诗《逃亡者》。
20世纪初的特点是规范性美学的传播，它要求文学塑造具有特定革命品质的正面人物形象，这一特点一直主导到20世纪50年代。
在1930至1950年代，出现了大型的史诗形式——长篇小说，例如格里戈里·梅德韦杰夫的《洛津原野》、克德拉·米特雷的《沉重枷锁》、米哈伊尔·科诺瓦洛夫的《加扬》、米哈伊尔·彼得罗夫的《老穆尔坦》。
在1960至1980年代，文学创作开始倾向于探索大型体裁——系列长篇小说（如谢苗·萨姆索诺夫的《鸽子不会迷途》、根纳季·佩列沃希科夫的《向大地致敬》、伊万·加夫里洛夫的《在故乡的土地上》）。
在20世纪末至21世纪初，文学的显著特征是人物形象的民主化、描绘复杂的人际关系、批判精神、对民族传统根源的探索以及自由的叙事结构。

## 苏联时期
1926年3月成立了全乌德穆尔特革命作家协会（ВУАРП），该协会促进了乌德穆尔特文学力量的联合。
1930年1月召开了第一次乌德穆尔特作家会议，确定了作家组织的任务，并号召动员劳动人民完成社会主义建设计划。
乌德穆尔特作家克德拉·米特雷对乌德穆尔特文学艺术的发展起到了重要作用。1929年，他的乌德穆尔特语小说《沉重的枷锁》出版，在书中愤怒地谴责了资本主义、当地富农和神职人员。
在1930年代，各种体裁蓬勃发展，许多年轻的乌德穆尔特作家在文坛上崭露头角（如P.布利诺夫、A.卢扎宁、T.阿尔希波夫、M.科诺瓦洛夫、I.加夫里洛夫、F.克德罗夫）。这一时期文学创作的主导主题是建设社会主义和培养“新人”。

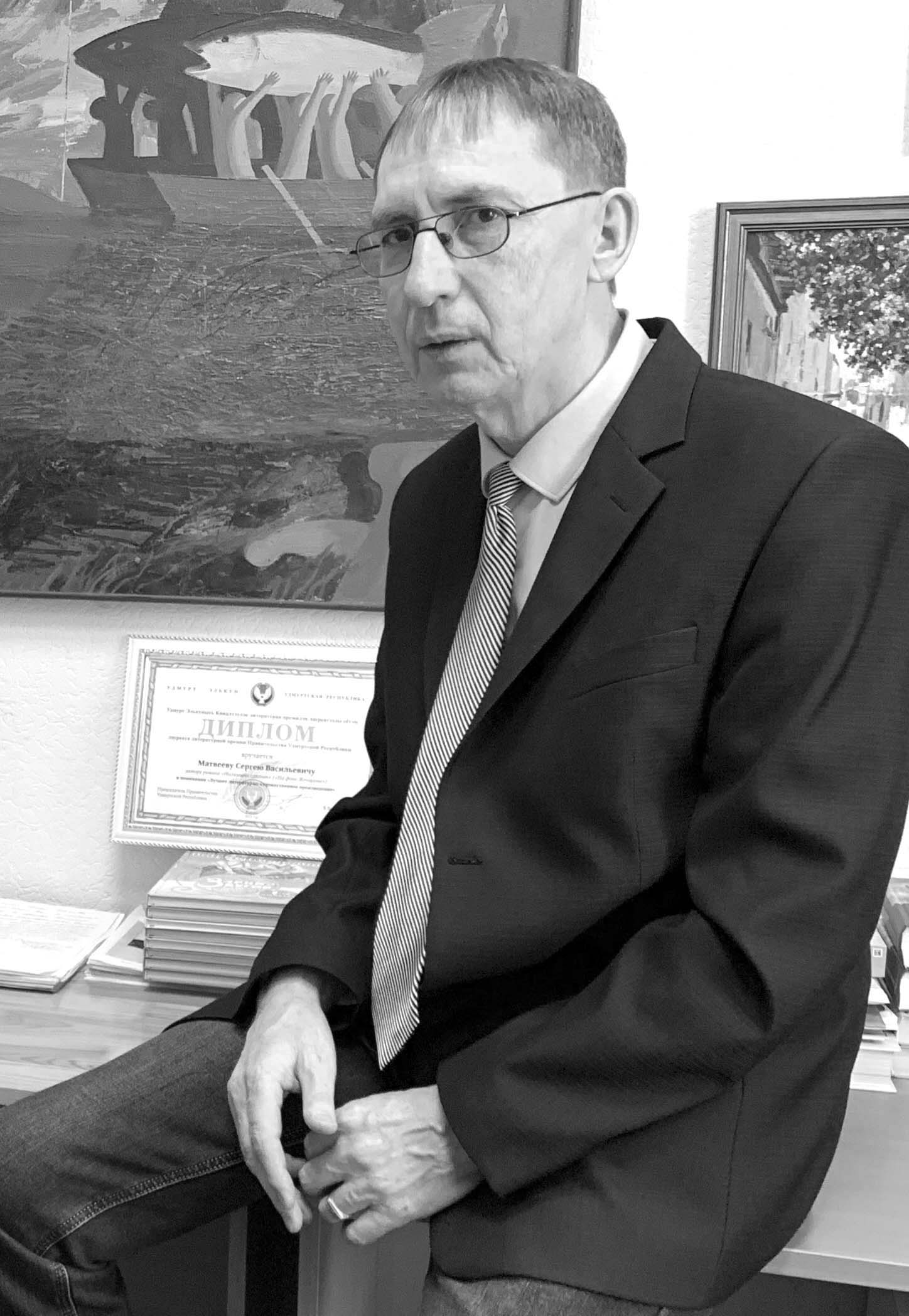
谢尔盖·马特维耶夫

根纳季·德米特里耶维奇·克拉西利尼科夫的作品在1950年代末和60年代初问世，是“乡村散文”的杰出典范。在他的长篇小说和中篇小说中，展现了集体农庄建设与农民旧习俗、旧世界观之间的悲剧性斗争。

## 当代创作
在1990年代，最受读者关注的是 К. 洛马金的中篇小说《请珍藏在心》（Котьку возь сюлэмад，1983年）、Г. 马季亚罗夫的中篇小说《被遗忘的花》（Аналтэм сяська，1991年）、В. 阿格巴耶夫的中篇小说《邻村的女婿》（Бускель гуртысь эмеспи，1992年），以及Р. 伊格纳季耶娃的短篇小说《地下》（Муржолын，1993年）、《忏悔》（Опкелён，1993年）、《罪人》（Сьолыкоос，1994年）。
谢尔盖·瓦西里耶维奇·马特维耶夫（Матвеев, Сергей Васильевич）的三部长篇小说《傻瓜》（Шузи，1995年）、《以鱼之名》（Чорыглэсь лушкам кылбуранъёс，2005年）、《覆盆子山》（Эмезь гурезь，2015年）——根据维克托·列昂尼多维奇·希巴诺夫的观点——标志着乌德穆尔特文学中后现代主义的开端：长篇小说《傻瓜》的体裁被希巴诺夫定义为“胡扯小说”，而长篇小说《以鱼之名》则定义为“谵妄小说”。